# Жинал
Жинал (фр. Ginals) насеље је и општина у јужној Француској у региону Миди Пирене, у департману Тарн и Гарона која припада префектури Монтобан.
По подацима из 2011. године у општини је живело 202 становника, а густина насељености је износила 8,36 становника/km². Општина се простире на површини од 24,15 km². Налази се на средњој надморској висини од 1864 метара (максималној 463 m, а минималној 191 m).

## Демографија
| 1962. | 1968. | 1975. | 1982. | 1990. | 1999. | 2011. |
| ----- | ----- | ----- | ----- | ----- | ----- | ----- |
| 250   | 266   | 213   | 225   | 163   | 187   | 202   |

График промене броја становника у току последњих година